# Вилхелм I от Страсбург
Вилхелм I фон Страсбург (на немски: Wilhelm I von Straßburg; † 7 ноември 1047) е принц от Салическата династия и от 1028 г. епископ на Страсбург.

## Произход и духовна кариера
Той е четвъртият и най-малък син на Ото I фон Вормс († 1004), херцог на Каринтия и маркграф на Верона, и съпругата му Юдит († 991). Брат е на рано умрелия Бруно (* 972, † 999), който от 996 г. е папа Григорий V.
Вилхелм I става духовник и е домхер в Страсбург, също дворцов ерц-каплан на императрица Гизела Швабска, съпругата на неговия племенник император Конрад II, който от 1027 г. е първият император от рода на Салиите. През 1029 г. Вилхелм, вече на 50 години, става епископ на Страсбург.
В началото на 1040-те години епископ Вилхелм заедно с довереника му, по-късният епископ Бено II фон Оснабрюк, прави поклонение в Светата земя. Той построява през 1031 г. църквата Св. Петър Млади в Страсбург, където е погребан през 1047 г.